# Wild type
Si dice wild type (talvolta abbreviato wt) la versione di un gene considerata più comune in natura.

## Terminologia
L'espressione wild type, per quanto molto usata nella letteratura scientifica anche in lingua italiana, viene anche tradotta come allele selvatico o tipo selvatico..

## Descrizione

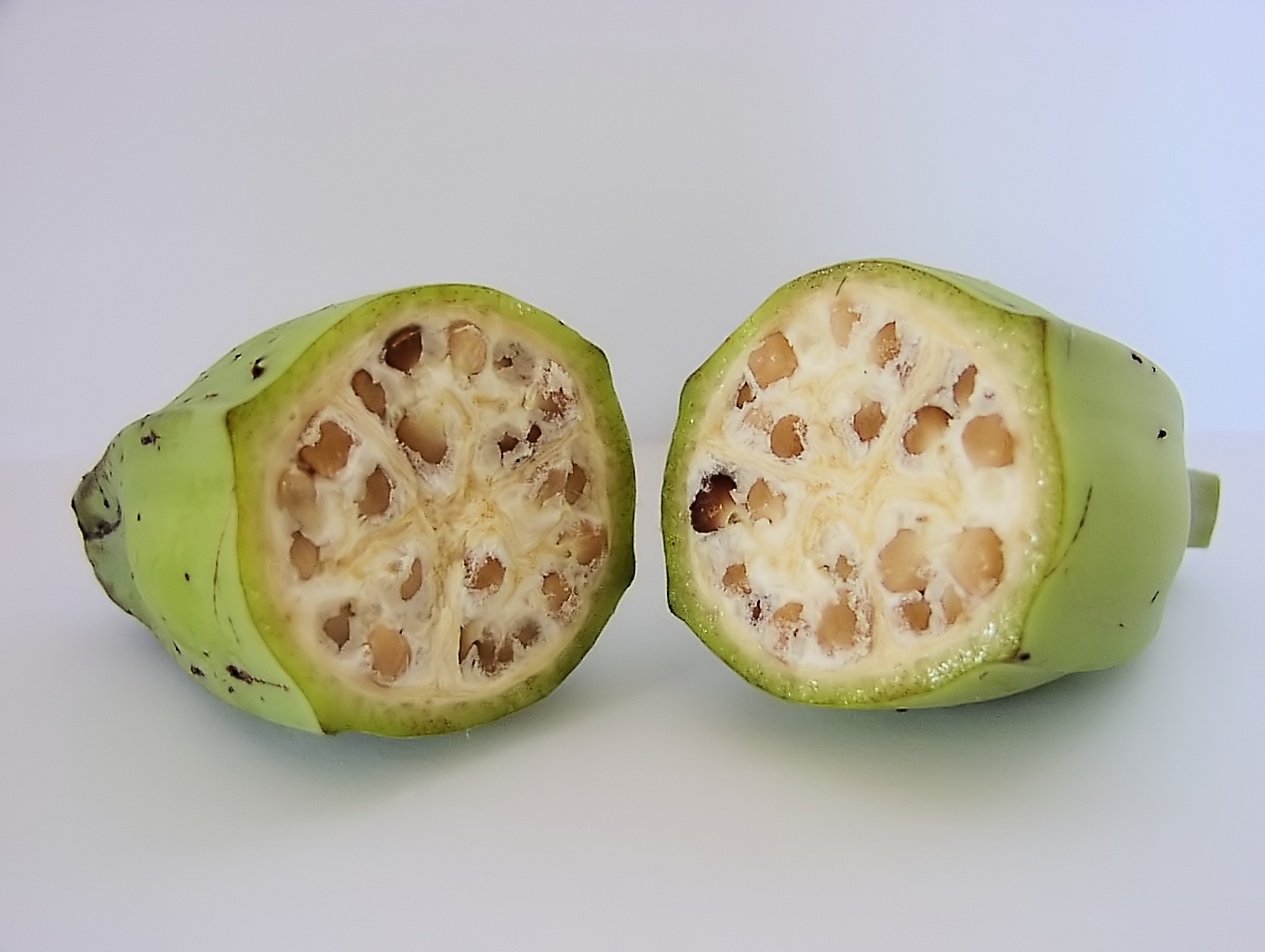
A differenza delle banane usate in cucina, le banane wt contengono numerosi semi grandi

Inizialmente i genetisti assumevano che per ogni allele esistesse una forma standard alla quale contrapponevano altre forme mutate. Con l'evolversi della conoscenza dei patrimoni genetici dei diversi organismi e la sempre maggiore disponibilità di mappe genetiche è emerso che i geni che codificano per molti caratteri sono presenti in una grande varietà di forme alleliche e che l'abbondanza relativa di tali forme in una specie può variare di molto sia nel tempo che nello spazio. Da ciò deriva che se le caratteristiche genetiche di una specie sono state studiate a partire da una determinata popolazione, non è detto che l'allele più comune in quella popolazione sia effettivamente il più diffuso anche nelle popolazioni della stessa specie di altre località. In generale l'allele che viene considerato come wild type è spesso il primo scoperto e comunque presenta una diffusione significativa all'interno della specie.